# Строма роговицы
Основное вещество роговицы, или строма роговицы, — прозрачный слой, составляющий основную часть роговой оболочки глаза. Строма образована множеством ламелл — параллельно расположенных пластинок, сплетённых из волокон коллагена. Длина коллагеновых волокон составляет 24-25 нм; расстояние между ними одинаково у разных особей одного вида, но у разных видов варьирует от 31 до 77 нм.
Между ламеллами расположены роговичные кератоциты.
В 2005 году появилось сообщение об обнаружении на периферии стромы, возле роговичного лимба, мультипотентных стволовых клеток.
Одна группа исследователей сообщает о том, что для стромы человеческой роговицы характерно наличие шовных ламелл (англ. sutural lamellae), под углом вдающихся в слой Боумена.